# Hirotami Kojima
Hirotami Kojima, född den 3 mars 1964, är en japansk idrottare som tog brons i baseboll vid olympiska sommarspelen 1992 i Barcelona.